# Arno Pařík
Arno Pařík (* 10. Januar 1948 in Prag, Tschechoslowakei) ist ein tschechischer Kunsthistoriker und Sachbuchautor.

## Leben
Pařík wurde in eine böhmisch-evangelikale Familie geboren. Einige seiner Verwandten waren Juden und wurden im KZ Auschwitz ermordet. Pařík wuchs in der Prager Neustadt auf. Von 1968 bis 1974 studierte und promovierte er auf dem Gebiet der Kunstgeschichte und Ästhetik an der philosophischen Fakultät der Karls-Universität.
Aufgrund der politischen Verhältnisse arbeitete Pařík zunächst als Nachtwächter und Hausmeister. Schließlich bekam er 1978 eine Stelle als Kunsthistoriker am Jüdischen Museums in Prag. Dort war er Kurator und Redakteur bei der Zeitschrift Judaica Bohemiae. Er betreute die Kunstsammlungen und katalogisierte die Kinderzeichnungen und künstlerischen Werke aus dem Ghetto Theresienstadt.
Pařík bereiste die Tschechoslowakei immer auf der Suche nach verfallenen jüdischen Stätten. Unter sozialistischer Herrschaft bestand kein Interesse an Pflege und Erhalt jüdischer Stätten. Sie wurden vernachlässigt und nach und nach abgerissen und eingeebnet. Es gab keine Informationen dazu und schon das Gespräch darüber war verboten und wurde verfolgt. So war das Interesse daran, die Dokumentation der Stätten und das Bemühen um ihren Erhalt ein Akt des Widerstandes gegen das herrschende System. Auf diesen Reisen lernten Pařík und Jiří Fiedler sich als Gleichgesinnte kennen und wurden Freunde.

## Forschungsinteressen
Paříks Hauptinteressen gelten der Geschichte der Prager Judenstadt, der Synagogenarchitektur, den jüdischen Stätten in Böhmen und Mähren, der jüdischen Kunst des 19. und 20. Jahrhunderts, der Kunst des Ghettos Theresienstadt, der Geschichte des Jüdischen Museums und der Museologie. Er forscht zu diesen Themen und schreibt darüber Sachbücher.
Pařík unterstützte Jiří Fiedler in seiner Arbeit an der Enzyklopädie der jüdischen Gemeinden in Böhmen und Mähren. Zu Fiedlers Buch Alte Judenfriedhöfe Böhmens und Mährens schrieb Pařík eine ausführliche Einleitung. Nach der Ermordung Fiedlers im Jahr 2014 schrieb Pařík zusammen mit anderen ein Erinnerungsbuch über Fiedler Archivist on a Bicycle: Jiří Fiedler.
Pařík war beteiligt an der Vorbereitung verschiedener internationaler Wanderausstellungen, darunter
- 1983/85: The Precious Legacy
- 1990/92: Where Cultures Meet
- 1990/97: Jewish Treasures from Prague

Diese Ausstellungen wurden in Israel, Europa, Australien und Neuseeland gezeigt.

## Schriften (Auswahl)
- Jan Bažant, Pavel Vlček, Marie Platovská, Markéta Svobodová, Zdeněk Dragoun, Arno Pařík, Klára Mezihoráková, Petr Uličný: Praha: Historické centrum a Průhonický park, Foibos, 2020, ISBN 978-80-88258-21-6
- Ruth Ellen Gruber, Arno Pařík, Leo Pavlát, Mark Talisman, Samuel D. Gruber, Dušan Karpatský, Helen Epstein, Paul King, Wilma Iggers: Archivist on a Bicycle: Jiří Fiedler, Plunkett Lake Press, 2015 online
- Arno Pařík: Symboly emancipace - Synagogy 19.století v českých zemích, Židovské muzeum v Praze, 2013, ISBN 978-80-87366-23-3
- Arno Pařík: Barokní synagogy v českých zemích, Židovské muzeum v Praze, 2011, ISBN 978-80-87366-02-8, englisch: Baroque synagogues in the Czech lands, ISBN 978-80-87366-03-5
- Arno Pařík: Michel Fingesten, Židovské muzeum v Praze, 2008, ISBN 9788086889702, englisch: The unknown Michel Fingesten, ISBN 978-80-86889-71-9
- Arno Pařík: Jarmila Mařanová - Kafka a Praha, Židovské muzeum v Praze, 2008, ISBN 9788086889757
- Arno Pařík: Hella Guthová, Židovské muzeum v Praze, 2008, ISBN 9788086889610, englisch: Hella Guth, ISBN 978-80-86889-62-7
- Arno Pařík: Pražské ghetto v obrazech, Židovské muzeum v Praze, 2007, ISBN 8086889238
- Arno Pařík: Jiří Jilovský - Pražský malíř a grafik, Židovské muzeum v Praze, 2007, ISBN 8086889076
- Arno Pařík: Emil Orlik - Podobizny přátel a současníků, Židovské muzeum v Praze, 2007, ISBN 8085608731
- Arno Pařík: Mecenáš a jeho zeť, Židovské muzeum v Praze, 2007, 80-85608-92-8
- Olga Sixtová, Arno Pařík, Daniel Polakovič: Boskovická synagoga - průvodce, Židovské muzeum v Praze, 2006, ISBN 808560857X
- Arno Pařík: Friedrich Feigl, 2007, ISBN 978-80-86889-57-3 (englisch)
- Arno Pařík: Pražské židovské hřbitovy, Židovské muzeum v Praze, 2006, ISBN 8085608693
- Jiřina Šedinová, Anita Franková, Alexandr Putík, Arno Pařík, Helena Krejčová: Historie Židů v Čechách a na Moravě - Od emancipace do současnosti, Židovské muzeum v Praze, 2005, ISBN 80-85608-96-0
- Arno Pařík: Jiří Jilovský, Židovské muzeum v Praze, 2005, ISBN 80-86889-07-6
- Arno Pařík: Der Prager Maler und Grafiker Georg Jilovsky in  Deutsche Exlibris-Gesellschaft: DEG-Jahrbuch, Exlibriskunst und Graphik, S. 47–68, 2004
- Arno Pařík: Adolf Kohn, 2002, ISBN 978-80-85608-63-2 (englisch)
- František Dvořák, Marie Klimešová-Judlová, Mahulena Nešlehová, Arno Pařík, Marta Železná (p), Ivona Raimanová: Robert Piesen, Nakladatelství Franze Kafky, 2001, ISBN 8085844729
- Arno Pařík: The Jewish Town of Prague, Gefen Books, 1996, ISBN 978-8085433166
- Jiří Fiedler, Arno Pařík: Staré židovské hřbitovy Čech a Moravy, Paseka, 1991, ISBN 80-85192-10-1, deutsch: Alte Judenfriedhöfe Böhmens und Mährens, 1991, ISBN 80-85192-11-X online
- Josef Kroutvor, Zdeněk Lukeš, Jiří Hilmera, Arno Pařík: Zelenka, Uměleckoprůmyslové muzeum (UPM, Praha), 1991, ISBN 80-7101-010-3
- Leo Pavlát, Arno Pařík: Židovská Praha, NLN - Nakladatelství Lidové noviny, 1991, ISBN 80-7106-027-5, deutsch: Das jüdische Prag, 2002, ISBN 80-85608-54-5
- Arno Pařík: Pražské synagogy v obrazech, rytinách a starých fotografiích, Židovské muzeum v Praze, 1986, deutsch: Die Prager Synagogen in Bildern, Stichen und alten Photographien